# Andrea Petagna
Andrea Petagna (* 30. červen 1995, Terst, Itálie) je italský fotbalový útočník hrající za italskou Monzu.
V srpnu 2020 u něj byla potvrzena nákaza nemocí covid-19.

## Přestupy
- z AC Milán do Atalanta BC za 1 000 000 Euro
- z Atalanta BC do S.P.A.L. za 3 000 000 Euro (hostování)
- z Atalanta BC do S.P.A.L. za 12 000 000 Euro
- z S.P.A.L. do SSC Neapol za 16 000 000 Euro
- z SSC Neapol do AC Monza za 2 500 000 Euro (hostování)
- z SSC Neapol do AC Monza za 10 000 000 Euro

## Klubová kariéra

### AC Milán
Petagna zahájil svou fotbalovou kariéru v mládežnickém systému AC Milán, kde byl členem týmu do 15 let, který vyhrál Campionato Nazionale Giovanissimi v roce 2010, a také součástí týmu do 17 let, který vyhrál Campionato Nazionale Allievi následující rok. V A-týmu debutoval 4. prosince 2012, když nastoupil ke konci domácího utkání skupinové fáze Ligy mistrů UEFA proti Zenitu Petrohrad, který italský klub prohrál 0:1.
Na začátku sezóny 2013/14 se Petagna stal pravidelným členem prvního týmu. V Serii A debutoval 24. srpna 2013, když v prvním kole sezóny nastoupil jako náhradník; prohře 2:1 proti Hellas Verona však nezabránil. Po příchodu Alessandra Matriho do AC Milán, odešel Petagna na hostování do Sampdorie. Hostování však bylo předčasně ukončeno a Petagna se v lednu vrátil do Milána, během svého pobytu v Sampdorii odehrál pouhých pět utkání, ve kterých se střelecky neprosadil. Ve zbytku sezóny odehrál další tři utkání, přičemž hrál hlavně za tým do 19 let vedený Filippem Inzaghim. Mládežnický celek vyhrál v únoru Viareggio Cup, když ve finále porazil juniorku Anderlechtu, přičemž Petagna skóroval při výhře 3: 1.
16. července 2014 byl Petagna před sezónou 2014/15 zapůjčen týmu Serie B Latina. Po návratu ze Serie B putoval na další hostování, 13. ledna 2015 odešel do Vicenza.
30. srpna 2015 odešel opět na hostování do Serie B, tentokráte do nově postoupivšího Ascoli.

### Atalanta

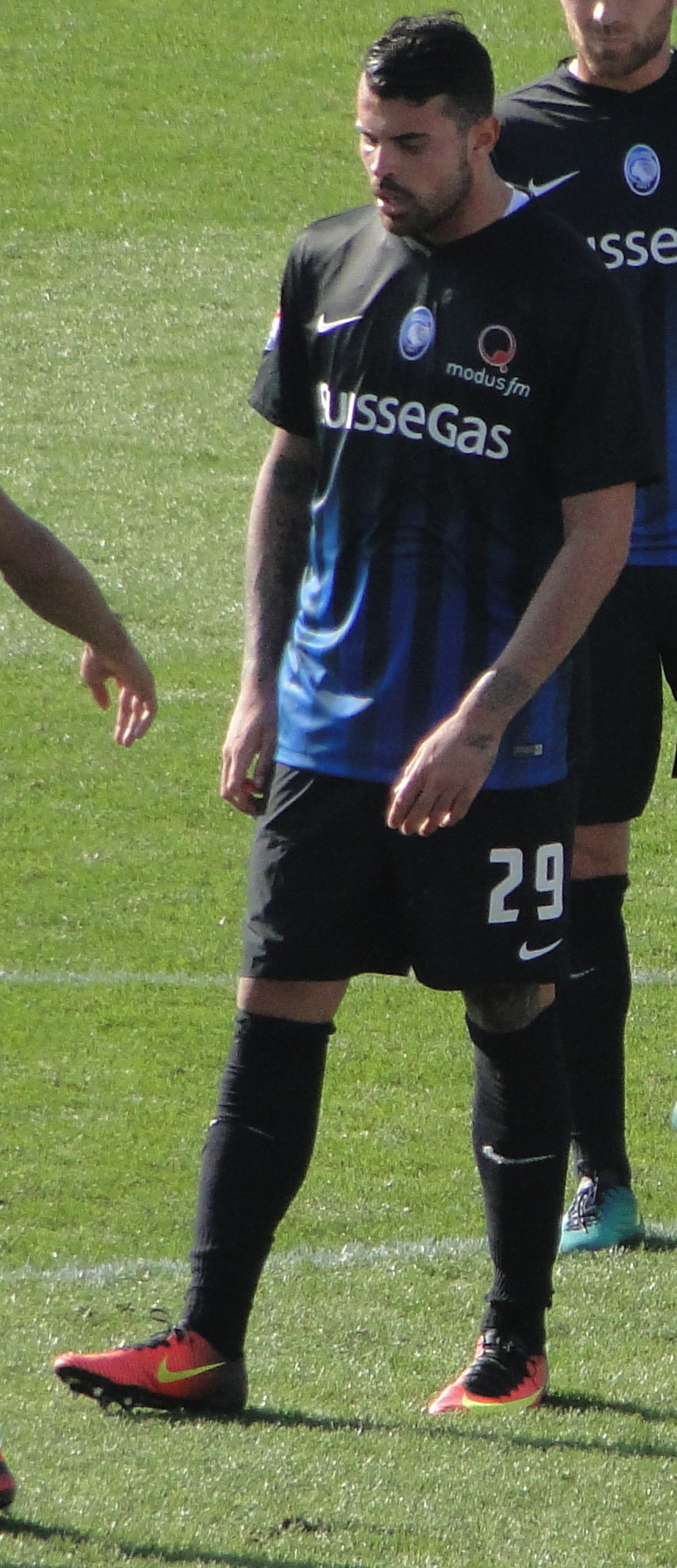
Andrea Petagna v dresu Atalanty

25. ledna 2016 přestoupil za 1 milion eur do Atalanty, nicméně ihned odchází na hostování do Ascoli do 30. června 2016.
V Atalantě debutoval 13. srpna 2016, kdy nahradil Paloschiho v zápase třetího kola italského poháru proti týmu Lega Pro US Cremonese. 21. srpna 2016 vstřelil svůj první gól v Serii A při domácí porážce 4:3 proti SS Lazio; během sezóny se stal hráčem základní sestavy a sezónu ukončil s 5 góly v 34 utkání. Stabilně hraje i v následující sezóně, ve které vstřelil 4 góly v 29 ligových zápasech a 2 góly v 8 zápasech Evropské ligy.
Během dvou let v Bergamu odehrál celkem 75 zápasů a vstřelil 11 gólů.

### SPAL
19. července 2018 odešel Petagna na hostování do SPAL do 30. června 2019 s povinnou klausulí o následném prodeji. První gól v dresu SPAL vstřelil ve svém debutovém zápase 12. srpna vstřelil jediný gól zápasu třetího kola Coppa Italia proti Spezii. 17. září vstřelil své první góly v týmu v Serii A, díky jeho dvěma brankám porazil SPAL jeho bývalý klub Atalantu 2:0. V 37 zápasech vstřelil 17 gólů ve všech soutěžích a 1. července 2019 přestoupil Petagna do klubu na trvalo.

### Neapol
30. ledna 2020 přestoupil Petagna do Neapole. Ve SPAL však zůstal na hostování až do konce sezóny 2019/20.

## Statistika

### Klubová
| Sezóna             | Klub               | Liga               | Liga   | Liga | Ligové poháry | Ligové poháry | Ligové poháry | Kontinentální poháry | Kontinentální poháry | Kontinentální poháry | Celkem | Celkem |
| Sezóna             | Klub               | Soutěž             | Zápasy | Góly | Soutěž        | Zápasy        | Góly          | Soutěž               | Zápasy               | Góly                 | Zápasy | Góly   |
| ------------------ | ------------------ | ------------------ | ------ | ---- | ------------- | ------------- | ------------- | -------------------- | -------------------- | -------------------- | ------ | ------ |
| 2012/13            | Milan              | Serie A            | 0      | 0    | IP            | 0             | 0             | LM                   | 1                    | 0                    | 1      | 0      |
| srp. 2013          | Milan              | Serie A            | 1      | 0    | IP            | 0             | 0             | LM                   | 0                    | 0                    | 1      | 0      |
| 2013/14            | Sampdoria          | Serie A            | 3      | 0    | IP            | 2             | 0             | -                    | 0                    | 0                    | 5      | 0      |
| 2014               | Milan              | Serie A            | 2      | 0    | IP            | 1             | 0             | LM                   | 0                    | 0                    | 3      | 0      |
| Celkem za Milán    | Celkem za Milán    | Celkem za Milán    | 3      | 0    | -             | 1             | 0             | -                    | 1                    | 0                    | 5      | 0      |
| 2014/15            | Latina             | Serie B            | 10     | 0    | IP            | 2             | 0             | -                    | 0                    | 0                    | 12     | 0      |
| 2015               | Vicenza            | Serie B            | 12+2   | 1    | IP            | 0             | 0             | -                    | 0                    | 0                    | 14     | 1      |
| 2015/16            | Ascoli             | Serie B            | 32     | 7    | -             | 0             | 0             | -                    | 0                    | 0                    | 32     | 7      |
| 2016/17            | Atalanta           | Serie A            | 34     | 5    | IP            | 2             | 0             | -                    | 0                    | 0                    | 36     | 5      |
| 2017/18            | Atalanta           | Serie A            | 29     | 4    | IP            | 2             | 0             | EL                   | 8                    | 2                    | 39     | 6      |
| Celkem za Atalantu | Celkem za Atalantu | Celkem za Atalantu | 63     | 9    | -             | 4             | 0             | -                    | 8                    | 2                    | 75     | 11     |
| 2018/19            | SPAL               | Serie A            | 36     | 16   | IP            | 1             | 1             | -                    | 0                    | 0                    | 37     | 17     |
| 2019/20            | SPAL               | Serie A            | 36     | 12   | IP            | 1             | 0             | -                    | 0                    | 0                    | 37     | 12     |
| Celkem za SPAL     | Celkem za SPAL     | Celkem za SPAL     | 72     | 28   | -             | 2             | 1             | -                    | 0                    | 0                    | 74     | 29     |
| 2020/21            | Neapol             | Serie A            | 26     | 4    | IP+IS         | 3+1           | 1             | EL                   | 6                    | 0                    | 36     | 5      |
| 2021/22            | Neapol             | Serie A            | 24     | 3    | IP            | 1             | 1             | EL                   | 7                    | 0                    | 32     | 4      |
| Celkem za Neapol   | Celkem za Neapol   | Celkem za Neapol   | 50     | 7    | -             | 5             | 2             | -                    | 13                   | 0                    | 68     | 9      |
| 2022/23            | Monza              | Serie A            | 31     | 4    | IP            | 1             | 1             | -                    | 0                    | 0                    | 32     | 5      |
| 2023/24            | Cagliari           | Serie A            | 18     | 1    | IP            | 2             | 0             | -                    | 0                    | 0                    | 20     | 1      |
| 2024/25            | Monza              | Serie A            | ?      | ?    | IP            | ?             | ?             | -                    | 0                    | 0                    | ?      | ?      |
| Celkem za Monzu    | Celkem za Monzu    | Celkem za Monzu    | 31     | 4    | -             | 1             | 1             | -                    | 0                    | 0                    | 32     | 5      |
| Celkově            | Celkově            | Celkově            | 266    | 57   | -             | 19            | 4             | -                    | 22                   | 2                    | 337    | 63     |

## Úspěchy

### Reprezentační
- 1× na ME U21 (2017 - bronz)